# Видинівський Пантелеймон Федорович
Пантелеймон Федорович Видині́вський (17 липня 1891, Суховерхів — 9 червня 1978, Бреїла) — український і румунський художник і педагог; один із засновників Чернівецького осередку Спілки радянських художників України.

## Біографія
Народився 17 липня 1891 року в селі Суховерхові (нині Чернівецький район Чернівецької області, Україна). Навчався в сільській школі, Чернівецькій вищій реальній гімназії, художній школі Миколи Івасюка в Чернівцях, упродовж 1910—1914 років — у Віденській академії мистецтв, де був учнем Лібералі, Міхалі, Файта, Шмідта, Юнквірта.
1914 року мобілізований до австро-угорського війська. Брав участь у першій світовій війні. Протягом 1916—1918 перебував у російському полоні у місті Симбірську.
У 1918—1926 роках виконував різні художні замовлення; у 1926—1936 роках працював у Сторожинецькому ліцеї викладачем малювання та каліграфії; у 1940—1941 роках — методистом-консультантом Чернівецького обласного будинку народної творчості. Під час німецько-радянської війни працював на замовлення, у 1944 році виїхав в місто Ясси. Помер у місті Бреїлі 9 червня 1978 року.

## Творчість
Працював у галузях станкового живопису (виконував портрети, натюрморти, писав картини в історичному, батальному, побутовому жанрах) та книжкової графіки. Серед живописних робіт:
- «Де правда?»;
- «Людина ХХ століття»;
- «Богдан Хмельницький під Зборовом»;
- «Бій запорозьких козаків з татарами»;
- «Зустріч Ніколая Белческу з Аврамом Янку в Карпатах»;
- «Візит господаря Кузи до султана»;
- «Жебрачка»;
- «Малий ремісник»;
- «Сільський сміхованець»;
- «Вечорниці»;
- «Після роботи»;

портрети
- «Тарас Шевченко»;
- «Юрій Федькович»;
- «Ольга Кобилянська»;
- «Батько»;
- «Портрет дочки Тетяни»;
- «Г. Хортик» (1926);
- «Даруся» (1926);
- «Автопортрет» (1950-ті);

натюрморти
- «Квіт айви»;
- «Гриби»;
- «Бузок»;
- «Тюльпани»;
- «Польові квіти».

У 1928 році у Чернівцях оформив книни:
- «У неділю рано зілля копала», «Але Господь мовчить», «Лісова мати» Ольги Кобилянської;
- «Син гетьмана» Ольги Рогової;
- «Дівчина Віра» К. Черненко-Костецької;
- «Розбійник Кармелюк» Михайла Старицького.

Брав участь у мистецьких виставках у Чернівцях у 1920–1940-х роках та Румунії з 1944 року.
Роботи художника зберігаються у Чернівецькому художньому музеї, музеях Румунії.

## Вшанування

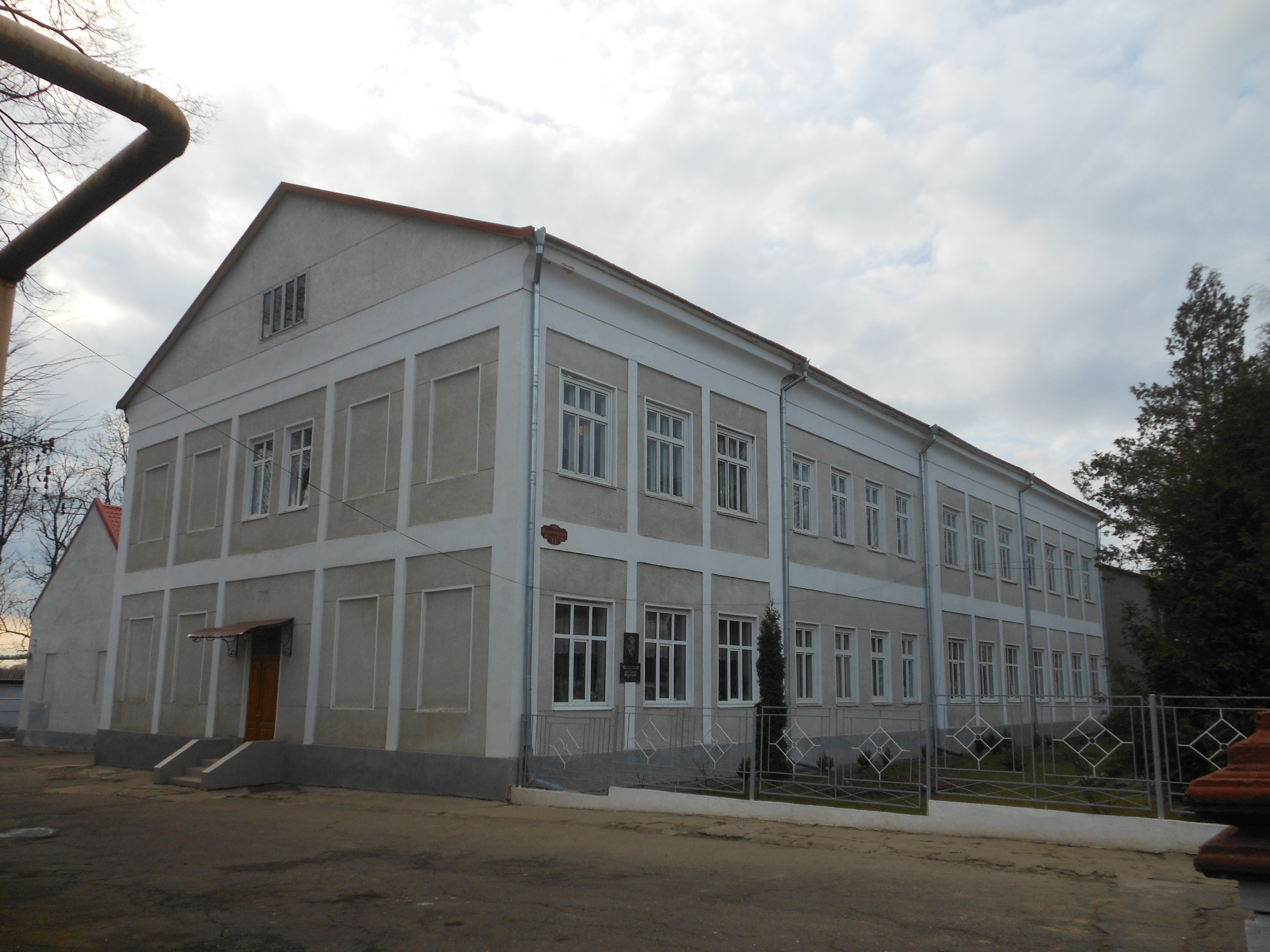
Будівля Сторожинецького ліцею.

1993 року на фасаді будинку колишнього Сторожинецького ліцею (нині Сторожинецька гімназія), де працював митець, встановлено меморіальну дошку із його барельєфом (скульптор Микола Лисаківський), а вулиця на якій розміщена будівля названа іменем Видинівського.